# Emil Stępień
Emil Michał Stępień (ur. 23 stycznia 1977 w Warszawie) – polski producent filmowy.

## Życiorys

### Kariera zawodowa
W latach 2002–2007 pracownik urzędu Komisji Papierów Wartościowych i Giełd, gdzie odpowiadał za nadzór nad rynkiem kapitałowym. Następnie, w okresie lat 2007–2013 pracował na Giełdzie Papierów Wartościowych w Warszawie S.A. a następnie Dyrektora ds. Regionalizacji. Tamże pełnił, w latach 2007–2012, stanowisko wicedyrektora ds. rozwoju NewConnect. 1 października 2012 został odsunięty od sprawowanej funkcji, tracąc stanowisko w atmosferze skandalu. Podczas pracy na GPW był odpowiedzialny za wdrożenie i rozwój rynków NewConnect oraz Catalyst i rozwijaniu biznesu GPW na rynkach zagranicznych.
W 2013 zadebiutował w roli producenta filmowego, pracując nad filmem Patryka Vegi Last minute. W latach 2014–2016 wyprodukował cztery kolejne filmy reżysera: Służby specjalne, Pitbull. Nowe porządki i Pitbull. Niebezpieczne kobiety. W 2018 wyprodukował film Władysława Pasikowskiego Pitbull. Ostatni pies.

### Życie prywatne
14 kwietnia 2018 poślubił Dorotę Rabczewską, która 9 czerwca 2021 poinformowała o rozpadzie małżeństwa. 15 listopada 2021 rozwód został sfinalizowany.

## Kontrowersje

### Afera finansowa na Giełdzie Papierów Wartościowych
W 2013 stracił stanowisko wicedyrektora warszawskiej Giełdy Papierów Wartościowych na skutek afery finansowej na GPW. Ministerstwo Skarbu Państwa wystąpiło do Centralnego Biura Antykorupcyjnego z prośbą o podjęcie działań sprawdzających proces pozyskiwania środków przez Stępnia na potrzeby finansowania komercyjnej produkcji filmowej z udziałem Anny Szarek, czyli życiowej partnerki Prezesa GPW Ludwika Sobolewskiego. Stępień, jako dyrektor ds. regionalizacji GPW, ze służbowego mejla rozsyłał informacje zachęcające do finansowania produkcji filmowej. Propozycje zainwestowania w dzieło Patryka Vegi dostały m.in. spółki z rynku NewConnect i wybrani autoryzowani doradcy. Jak wynika z danych KRS, Szarek dostała główną rolę w komedii Klątwy faraona i posiada udziały w firmie Ent One, w której głównym udziałowcem był producent filmu, Patryk Vega.

### Aresztowania
W 2017 został zatrzymany przez policję pod zarzutem nękania Emila Haidara, byłego partnera piosenkarki Dody. Podczas przeszukania w jego domu znaleziono trzy gramy kokainy. 7 września 2017 postawiono mu zarzuty, Stępień wyszedł z aresztu po wpłaceniu kaucji w wysokości 100 tysięcy zł. W kwietniu 2018 usłyszał trzy zarzuty, dotyczące „nakłaniania (...) do zmuszania Emila H. do określonego zachowania, wywierania przy użyciu groźby bezprawnej wpływu na Emila H. jako świadka i oskarżyciela w postępowaniach, których stroną była Dorota R.”, posiadania trzech gramów kokainy i „nakłaniania trzech osób do tworzenia fałszywych dowodów popełnienia przez Emila H. przestępstwa polegającego na posiadaniu środków odurzających, w celu skierowania przeciwko Emilowi H. postępowania karnego”. Przyznał się tylko do posiadania środków odurzających.

### Artykuł w „Dużym Formacie”
22 października 2018 ukazał się reportaż Grzegorza Szymanika „Zaginiony Dywizjon”. Jak wynikało z materiału, Emil Stępień miał podpisywać umowy i ściągać od inwestorów fundusze na produkcję filmu 303. Bitwa o Anglię, nie informując, że w międzyczasie producent filmu Michael Paszka rozwiązał z nim umowę i ostatecznie Stepień nie brał udziału w przygotowaniach do produkcji filmu.

### Artykuł w „Pulsie Biznesu”
We wrześniu 2020 „Puls Biznesu” ujawnił, że w 2019 siedziba spółki została przeniesiona z Warszawy do wirtualnego biura w Białymstoku, a jej prezesem miała zostać osoba poszukiwana przez prokuraturę w związku z zarzutami oszustwa na szkodę jednego z banków i przywłaszczenia samochodu osobowego z leasingu. W maju 2021 magazyn poinformował, że firma Syndyk Ent One Investments prześwietliła umowy, na których podstawie miliony złotych zebrane od inwestorów trafiły do maltańskiej firmy Stępnia. Prowadzone były dwie egzekucje komornicze prowadzone wobec EOI, które „pozostały bezskuteczne”.

## Filmografia
- 2013: Last minute – producent
- 2014: Służby specjalne – producent
- 2016: Pitbull. Nowe porządki –  producent
- 2016: Pitbull. Niebezpieczne kobiety – producent
- 2018: Pitbull. Ostatni pies – producent
- 2021: Dziewczyny z Dubaju – producent

## Nagrody filmowe
- 2015: Służby specjalne – Grand Prix Zielonogórskiego Festiwalu Filmu i Teatru
- 2016: Pitbull. Nowe porządki – Platynowy Bilet, Nagroda Stowarzyszenia "Kina Polskie"
- 2018: Pitbull. Niebezpieczne kobiety – „Bestseller Empiku” w kategorii: Film polski
- 2017: Pitbull. Niebezpieczne kobiety – Bursztynowe Lwy Gdynia, Festiwal Polskich Filmów Fabularnych
- 2016: Pitbull. Niebezpieczne kobiety – Brylantowy Bilet, Nagroda Stowarzyszenia "Kina Polskie"